# Зеланд-Дубельт, Елена Александровна
Елена Александровна Зеланд-Дубельт (Зеланд-Дуббельт, Дуббельдт; 4 (16) сентября 1860, Юрьев-Польский, Владимирская губерния — после 1937) — русская писательница.

## Биография
Родилась в семье артиллерийского офицера из дворян Лифляндской губернии. Училась в гимназии в Вильне. Увлеклась литературой и театром; в 1882 году поступила в Санкт-Петербурге в театральное училище, но вскоре его оставила.

## Творчество
В 1889 году напечатала в «Русском богатстве» повесть «Последние дни»; затем помещала беллетристические произведения в «Живописном обозрении», «Сыне отечества», «Библиотеке для чтения», «Петербургской жизни», «Виленском вестнике» и других периодических изданиях.
В 1893 году её повести были собраны в книжке «Мозаика» (Вильна, 1893). В 1894 году она написала драму «Две силы», в 1897 году — пьесу «Ложь», которая шла с успехом в столицах и провинции, а также была поставлена в Праге. На сцене шли также комедии Зеланд-Дубельт «Живые тени» (1899) и «Вампир» (1901).